# Sonet 51 (William Szekspir)

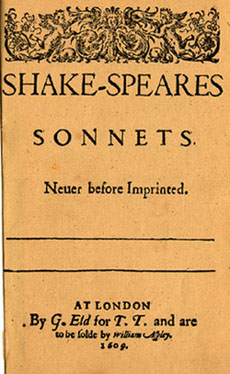
Strona tytułowa pierwszego wydania sonetów Shakespeare’a

Sonet 51 (Tak miłość moja chce konia rozgrzeszyć) – jeden z cyklu sonetów autorstwa Williama Shakespeare’a. Po raz pierwszy został opublikowany w 1609 roku.

## Treść
W sonecie tym podmiot liryczny, który przez niektórych badaczy jest utożsamiany z autorem, pokazuje jak bardzo nie może doczekać się spotkania z tajemniczym młodzieńcem.